# キバネセセリ
キバネセセリ（黄羽挵、 Burara aqulina）は、チョウ目（鱗翅目）アゲハチョウ上科セセリチョウ科に属するチョウの一種。

## 概要
全身が一様に黄褐色のセセリチョウ。分類学的にはアオバセセリと近く、太い胴体と大きな複眼を持つ。触角はセセリ特有のかぎ状であるが、先端がやや長く伸びる。雌は前翅に明色斑がいくつか現れる。
低山や市街地ではまったく見られないチョウだが、棲みかとなる高山の疎林や林道などでは多産し、花や湿地を求めて敏速に飛翔する。
越冬態は2齢幼虫。幼虫の食樹はウコギ科のハリギリ。葉に1つずつ産卵する。成虫は年1回発生し、7～9月に見られる。

## 分布
北海道・本州・四国・九州および対馬。標高の高い山地に棲むため内陸性を示す。
国外ではミャンマー、中国大陸、ロシア極東、朝鮮半島北部。